# Аносов, Алексей Васильевич
Алексе́й Васи́льевич Ано́сов (1822—1906) — генерал от артиллерии, член Александровского комитета о раненых, герой русско-турецкой войны 1877—1878 годов.

## Биография
Родился 8 марта 1822 года. Образование получил в Михайловском артиллерийском училище, куда был зачислен 2 марта 1838 года. По окончании училища 8 августа 1842 года был произведён в прапорщики и принят на прохождение курса наук при офицерских классах этого училища. Выпущен в 1844 году в лёгкую № 7 батарею 18-й артиллерийской бригады. 20 января 1848 года произведён в подпоручики и 3 июля следующего года — в поручики.
В 1849 году был назначен офицером Михайловского артиллерийского училища, а затем, через 2 года, переведён в 3-ю гвардейскую и гренадерскую артиллерийскую бригаду. 19 апреля 1853 года произведён в штабс-капитаны. В конце того же года Аносов выступил на Дунай против турок, затем сражался против англо-французов в Крыму. 23 сентября 1856 года произведён в капитаны.
6 мая 1858 года назначен командиром облегчённой № 3 батареи, 30 августа того же года получил чин подполковника и 19 апреля 1863 года — полковника. В 1863—1864 годах Аносов находился в Польше и принимал участие в подавлении восстания поляков.
25 июля 1868 года полковник Аносов был назначен командиром 9-й артиллерийской бригады и 18 мая 1875 года произведён в генерал-майоры.
С 9-й артиллерийской бригадой Аносов принял участие в русско-турецкой войне 1877—1878 годов, оказав особенное отличие при геройской обороне Шипки. Затем Аносов участвовал в переходе через Балканы, в бою у Казанлыка и в походе к Адрианополю. За оказанные в этих боях отличия Аносов получил четыре боевые награды.
25 января 1879 года он был назначен помощником начальника артиллерии Харьковского военного округа. 20 августа 1882 года получил должность начальника артиллерии 11-го армейского корпуса и 6 мая 1884 года был произведён в генерал-лейтенанты.
26 марта 1890 года назначен комендантом Киевской крепости. По его инициативе на берегу Днепра был разбит Аносовский (Комендантский) сад.
21 июля 1899 года Аносов был назначен членом Александровского комитета о раненых и 6 декабря произведён в генералы от артиллерии. В составе Александровского комитета он оставался до 3 января 1906 года, когда был уволен в отставку с мундиром и пенсией. Аносовым была составлена книга «Беседа старого начальника с новобранцами» (СПб., 1898 г.), выдержавшая три издания.
Умер 10 апреля 1906 года в Санкт-Петербурге, похоронен в приделе Голицынской церкви во имя архистратига Михаила в Сергиевой пустыни.

## Награды
Среди прочих наград Аносов имел ордена:
- Орден Святого Станислава 3-й степени (1856 год)
- Орден Святого Станислава 2-й степени (1861 год)
- Орден Святой Анны 2-й степени (1863 год, императорская корона к этому ордену пожалована в 1867 году)
- Орден Святого Владимира 4-й степени (1870 год)
- Орден Святого Владимира 3-й степени (1872 год)
- Орден Святого Станислава 1-й степени с мечами (1877 год)
- Орден Святой Анны 1-й степени с мечами (1877 год)
- Золотая сабля с надписью «За храбрость» (25 ноября 1878 года)
- Орден Святого Владимира 2-й степени с мечами (1879 год)
- Орден Белого орла (6 декабря 1904 года)